# OPlus
OPlus (đôi khi được viết là Oplus), là một nhóm nhạc nam hoạt động tại Việt Nam. OPlus ban đầu được thành lập là nhóm nhạc ba thành viên và tìm được người còn lại là bạn thân từ các chương trình dành cho sinh viên tại Hà Nội. OPlus hoạt đông mạnh trong khoảng thời gian hai năm sau khi thành lập. Ban nhạc nam này chủ yếu hát các ca khúc nước ngoài. OPlus còn hợp tác với Rhapsody Philharmonic, dàn nhạc trẻ tuổi nhất Việt Nam trong nhiều chương trình. Năm 2014, họ đoạt giải Á quân X-Factor 2014 và giành được 2 giải thưởng của Làn sóng xanh.

## Sự nghiệp

### Thành lập và tham gia chương trình đầu tiên
Nhóm nhạc OPlus ban đầu có ba thành viên. Năm 2010, OPlus tìm được thành viên còn lại là Đức Tùng, một người bạn thân từ các chương trình dành cho sinh viên tại Hà Nội. Các thành viên trong nhóm từng là sinh viên các trường Đại học Ngoại thương, Đại học Bách khoa Hà Nội, Học viện Ngân hàng. Sau khi tốt nghiệp, họ đều đi làm việc ở các doanh nghiệp, công ty. Cái tên OPlus bắt nguồn từ việc tất cả các thành viên đều có cùng nhóm máu O+.
OPlus hoạt động mạnh trong khoảng thời gian hai năm sau khi thành lập. Ban nhạc này chủ yếu hát các ca khúc nước ngoài. Năm 2014, OPlus tham gia chương trình Nhân tố bí ẩn, chọn vào đội của huấn luyện viên Dương Khắc Linh và đoạt được giải Á quân. Tuy vậy một số người cho rằng việc OPlus chỉ nhận giải Á quân do bị "dìm" vì trong đêm chung kết, họ đã gặp phải sự cố trục trặc micro. Chỉ trong năm 2014, OPlus đã giành được 2 giải thưởng Làn sóng xanh cho hạng mục "gương mặt phát hiện", đồng thời nhận được 1 đề cử của Giải Cống hiến.

### Ra mắt các sản phẩm đầu tay
Năm 2015, sau khi ra mắt MV đầu tiên, OPlus tiếp tục công bố MV mới mang tên "sống đúng chất", trong đó nhóm nhạc này hát sáng tác mới của Dương Khắc Linh. Đầu năm 2016, OPlus ra mắt MV "Wish". Tới tháng 5, sau 2 năm gia nhập giới giải trí Việt Nam, OPlus công bố album đầu tay mang tên "We're Still Young" (tạm dịch: Chúng ta vẫn còn trẻ), cùng MV ca nhạc "Bye-bye" được đánh giá là một album thuần nhạc pop với phong cách âm nhạc những năm đầu thập niên 2000. Album gồm 5 ca khúc vẫn do nhạc sĩ Dương Khắc Linh sáng tác. Theo Vietnamplus, việc ra mắt album này không đơn thuần là sản phẩm âm nhạc đầu tay mà OPlus muốn giới thiệu, mà đó còn là sự "trở-lại-tìm-mình" của OPlus cả về âm nhạc lẫn phong cách. OPlus đã đầu tư sức lực và cả tiền bạc để thực hiện MV đầu tay như một bộ phim ca nhạc dành cho giới trẻ với nội dung chủ yếu tái hiện kỉ niệm trường lớp. Sản phẩm âm nhạc này được OPlus hợp tác cùng đội ngũ sản xuất của đạo diễn Đỗ Quốc Trung, 35mm Pictures và được tài trợ sản xuất bởi Trường Đại học FPT.
Sau đó MV này đã tạo nên "cơn sốt" trong giới trẻ với hơn 48.000 lượt xem chỉ sau 1 ngày ra mắt. Một thời gian ngắn sau đó, họ tham gia một số chương trình của VTV1 như Cuộc sống thường ngày với tư cách khách mời và trình diễn ca khúc "Bye Bye" nằm trong album vừa ra mắt, hay chương trình Change Life mùa 2 với ca khúc "Niềm tin phía trước".

### Khẳng định phong cách âm nhạc
Năm 2017, OPlus chính thức ra mắt sản phẩm album số 2 mang tên "Smooth", được xem là sự khẳng định phong cách âm nhạc mà họ theo đuổi. Một loạt ca khúc trong album này bao gồm các ca khúc có nội dung chủ yếu về tình yêu. Những ca khúc trong album được thể hiện theo phong cách boyband (nhóm nhạc nam) vốn chưa có trên thị trường âm nhạc bấy giờ của Việt Nam. Ngày 26 tháng 5, họ tổ chức một buổi giới thiệu "Smooth" tại Hà Nội.
OPlus cho biết sau khi ra mắt album thứ 2 vào cuối tháng 5, nhóm lưu diễn gần 2 tháng ở Mỹ nhưng sau đó lại tiếp tục hoạt động âm nhạc trong thầm lặng. Vì vậy họ đã quyết định làm một chuỗi video trên YouTube để tìm lại tương tác với truyền thông cũng như khán giả. Họ đã bắt tay cùng sản xuất một chương trình chung với slogan "Let us show you our style" (tạm dịch: Để chúng tôi cho bạn thấy phong cách của chúng tôi). 21h thứ 6 hàng tuần, OPlus lại đăng tải một video bản hát lại ca khúc hoặc liên khúc nổi tiếng trên kênh YouTube cá nhân. Tới cuối năm 2017, nhóm đã sản xuất được 4 số.
Năm 2018, OPlus tham gia chương trình âm nhạc truyền hình thực tế Bài hát hay nhất mùa 2. Trong quá trình tham gia chương trình, Đức Tùng sẽ là người sáng tác nhạc còn Quang Minh là người viết lời. Cũng trong khoảng thời gian đầu năm, OPlus đã sáng tác gấp rút trong 3 ngày ca khúc "Bước chân thần kỳ" dành tặng các cầu thủ của đội tuyển bóng đá U-23 Việt Nam nhân dịp Việt Nam lọt vào vòng chung kết Giải vô địch bóng đá U-23 châu Á. Họ còn hát "Con bướm xuân" theo phong cách Funk để mừng Tết Nguyên đán 2018. Mùa hè cùng năm, OPlus ra mắt MV "Follow Me" do nhạc sĩ Phan Ngọc Hưng sáng tác mang phong cách Future bass, đánh dấu sự thay đổi của nhóm nhạc với thể loại EDM. MV khi ra mắt đã nhận được sự quan tâm của nhiều người, thậm chí được các nhà sản xuất âm nhạc gọi là "Âm thanh của năm" nhưng ban nhạc này vẫn phải đối diện với việc xuất hiện những ý kiến không ủng hộ từ khán gia bởi họ cho rằng "đã quá quen với hình ảnh cũ". Ca khúc được thực hiện ở huyện đảo Phú Quốc và được hòa âm phối khí bởi DuongK.
Cuối năm 2018, OPlus tiếp tục ra mắt MV ca khúc "Bước chung một đường" với nội dung kể về câu chuyện tình yêu của một cặp nam nữ trẻ. Để thực hiện một cảnh quay, nhóm chuẩn bị 2.000 chiếc máy bay giấy do chính đội ngũ sản xuất tự gấp để trang trí. OPlus đã không xuất hiện trong MV vì muốn khán giả "tập trung vào câu chuyện tình yêu của hai nhân vật chính". Chỉ trước đó 2 tháng, OPlus vừa công bố MV hát lại ca khúc "Mưa phi trường" để bày tỏ tình cảm dành cho ca khúc và ca sĩ Lam Trường mà họ thần tượng.

### Đột phá
Tháng 7 năm 2019, OPlus tổ chức một cuộc gặp gỡ với truyền thông tại Hà Nội và Thành phố Hồ Chí Minh với nội dung giới thiệu album số 3 mang tên "Như mưa ngày nào". 6 bài hát trong album đều là liên khúc. "Như mưa ngày nào" được OPlus kết hợp với nhạc sĩ Phương Uyên đảm nhận phần biên tập âm nhạc và nhạc sĩ Lê Thanh Tâm, người thực hiện các bản phối khí cho album. Sản phẩm âm nhạc này đã nhận được sự đánh giá cao từ giới chuyên môn cũng như người nghe, đồng thời được xem là "bước chuyển mình" mạnh mẽ của OPlus. Họ bày tỏ cách truyền tải nhạc xưa của nhóm đã khác từ cách hát đến bản phối, tất cả đều mới mẻ, mang hơi thở "hiện đại" hơn. Trưởng nhóm Quang Minh cho biết kể từ khi thử nghiệm hát nhạc xưa, OPlus đã có nhiều show diễn hơn đáng kể.
Năm 2019, trước bối cảnh đại dịch COVID-19 bùng phát mạnh ở Việt Nam, OPlus sáng tác ca khúc "Mặt trời Việt Nam" để cổ vũ tinh thần những bác sĩ tuyến đàu phòng chống dịch tại Đà Nẵng. Tới cuối năm 2021, OPlus mới tiếp tục công bố album mới có tên "Bay đi trong ban mai". Album này sẽ được nhóm phát hành theo cả hai hình thức là trực tuyến và trực tiếp. OPlus cho biết đây là album đầu tiên mà họ tự tay sản xuất, sáng tác, phối khí, hoàn chỉnh âm thanh. Cũng từ album này, các thành viên trong nhóm quyết định sẽ chuyển hướng sang tự viết và sản xuất âm nhạc cho chính mình. Trong MV này, vẫn không có một thành viên nào của OPlus xuất hiện, thay vào đó là hình ảnh của những phi hành gia ngoài vũ trụ với nội dung về một "thế giới viễn tưởng, huyền ảo, mơ mộng có ý nghĩa kết nối và chữa lành". Sau khi phát hành MV "Bay đi trong ban mai", OPlus tiếp tục phát hành audio một nửa album mới trên các nền tảng kỹ thuật số, thực hiện việc đặt hàng trước 600 bản giới hạn đĩa vật lý đầu tiên cùng đối tác độc quyền. Sau đó, OPlus dự kiện sẽ công bố tiếp một đĩa đơn vào dịp Tết Nguyên đán năm 2022 và phát  hành chính thức full album mới và một buổi biểu diễn ngoài trời với 3000 khán giả.

## Nhận định

### Báo chí
Sau 2 năm đạt danh hiệu Á quân của chương tình Nhân tố bí ẩn mùa đầu tiên, OPlus đã trở thành một trong những nhóm nhạc nam được yêu thích nhất ở Việt Nam. Theo báo điện tử VTV, họ tự khẳng định mình là "nhân tố còn thiếu" trên thị trường âm nhạc bằng "tư duy trẻ trung và màu sắc mới mẻ" và bày tỏ quan điểm không muốn chịu ảnh hưởng từ K-pop. Ngược lại, báo VnExpress cho biết tuy được đánh giá cao tại chương trình Nhân tố bí ẩn nhưng sau khi giành giải Á quân, nhóm nhạc này vẫn chưa gây được thêm dấu ấn hay bản hit nào cho khán giả. OPlus từng nhiều lần họp để bàn bạc về hướng phát triển, làm mới bản thân nhưng vẫn chưa thành công như mong đợi. Cuối cùng, họ phải "quay lại những bản tình ca nhẹ nhàng, dễ nghe".
Báo Hànộimới cho biết OPlus là một trong những nhóm nhạc trẻ để lại nhiều dấu ấn.  Hànộimới nói những thành viên trong ban nhạc là những kẻ "tay ngang" khi xuất phát từ những trường đại học không thuộc ngành âm nhạc nhưng đã gặt hái những thành quả nhất định nhờ việc lựa chọn phong cách âm nhạc đúng đắn.
Báo Người lao động đã liệt kê OPlus vào "nhóm hát kiểu mẫu" vào trong một bài báo và nhận xét ngay từ ngày đầu tiên chính thức gia nhập vào giới giải trí Việt Nam, OPlus đã khẳng định chinh phục bằng tài năng và hình ảnh "trẻ trung nhưng văn minh, sạch sẽ". Theo đó, có được kỹ thuật chuyên môn nhưng điều giúp OPlus dành được sự yêu thích của được khán giả chính được cho là đến từ "niềm đam mê" trong mỗi tiết mục trình diễn của nhóm nhạc này. Báo điện tử Zing lại liệt kê OPlus vào một trong những người được nêu tên trong tựa đề bài báo "những ca sĩ Việt thực lực nhưng 'hát mãi không nổi'". Qua đó, tờ báo này phê bình bốn thành viên nhóm nhạc hoạt động bền bỉ suốt 4 năm theo cách làm nhạc truyền thống, không có bê bối và cũng không chiêu trò để gây chú ý, đồng thời nói OPlus đã có 2 album – điều không dễ thực hiện với một ban nhạc nam, nhưng cả hai album đều không gây chú ý đối với truyền thông và công chúng.
Tuy vậy tới album số 3, OPlus đã được người yêu nhạc đánh giá cao bởi sự nghiêm túc và chỉn chu, hướng đến âm nhạc có chiều sâu và chú trọng thể hiện giọng hát thay vì trình diễn. Nhiều tờ báo tại Việt Nam cho rằng album này đã đánh dấu một bước chuyển mình mạnh mẽ của 4 thành viên trong việc tạo ra nhiều giá trị âm nhạc mới mẻ. Một số khán giả cảm nhận được sự "tươi mới, hấp dẫn" mà không làm mất đi nét trữ tình, nhẹ nhàng của nhạc xưa. Album số 4 của  OPlus đã không nhận được đánh giá chuyên môn tích cực từ chuyên trang Ngôi Sao của báo VnExpress:
Bay đi trong ban mai là một ca khúc tốt nhưng có vẻ chưa phải là lựa chọn đủ đô làm phát súng khai màn, nhất là cho một dự án bản lề thế này. Điểm trừ trong ca khúc này là OPlus đã để sở trường của nhóm là giọng hát, nhất là các màn hát bè, bị phần hòa âm che lấp hoàn toàn. Khi ra mắt, nhiều khán giả cũng như giới chuyên môn kỳ vọng điều này không lặp lại ở đĩa đơn thứ hai nói riêng và toàn bộ album nói chung.— Hoài Điệp, VnExpress

Trong suốt nhiều năm hoạt động tới năm 2021, OPlus đã tạo được một chỗ đứng vững chắc trong thị trường âm nhạc Việt Nam hầu như chỉ có những ca sĩ độc tấu mà không có một nhóm nhạc nào hoạt động được lâu dài. Trước đó, khán giả Việt Nam thường nhớ tới OPlus là nhóm nhạc gần như duy nhất ở thị trường nhạc Việt theo đuổi phong cách hát acapella với những bản ballad.

### Nghệ sĩ
Ca sĩ Mỹ Linh đã đề cao tính chuyên môn và thái độ hoạt động nghề nghiệp của nhóm hát OPlus, đồng thời cô cho biết trong kế hoạch tạo lực thúc đấy phát triển thế hệ đồng nghiệp trẻ tuổi, Mỹ Linh và chồng mình là Anh Quân "luôn muốn đồng hành cùng với nhóm nhạc này". Trong buổi giới thiệu album "Smooth", nam ca sĩ Tuấn Hưng bày tỏ sự khen ngợi chất giọng và phong cách của OPlus, thậm chí anh và một người bạn trong giới nghệ sĩ đã tỏ ra "nổi da gà". Sau đó, Tuấn Hưng đã tìm cách tạo điều kiện để OPlus hát cùng anh trên nhiều sân khấu.
Nghệ sĩ Lê Thanh Tâm bày tỏ "OPlus là một nhóm nhạc đặc biệt" và nói chính sự không thỏa hiệp trong âm nhạc là lý do anh nhận lời làm việc cùng 4 thành viên của OPlus trong "Như mưa ngày nào". Cũng trong buổi ra mắt album này, ca sĩ Hồng Nhung cho biết bà là người hâm mộ của nhóm và nhận xét, OPlus "làm chuyện xưa nhưng không cũ".
Ca sĩ Tùng Dương cùng một số nhạc sĩ, nhà sản xuất âm nhạc đã bày tỏ có thể không thích OPlus nữa vì nhóm tự sáng tác, phối khí theo kiểu "làm tất ăn cả" với album số 4. Sau cùng, Tùng Dương vẫn khích lệ một cách "nghiêm túc" trên hành trình phát triển âm nhạc, OPlus nên hợp tác với "những người giỏi hơn" để không bó hẹp không gian sáng tạo. Hà Lê lại đánh giá việc album số 4 do nhóm tự làm lại chính là dấu mốc để "hiểu bản thân hơn", để khán giả có thể tìm thấy bộ nhận diện nhóm nhạc này toàn diện hơn. Nhạc sĩ, nhà sản xuất âm nhạc Huy Tuấn đã đùa rằng anh không hài lòng khi OPlus không còn cần phải làm việc với các nhà sản xuất âm nhạc nữa vì "họ có thể tự lo liệu". Đứng trước lời khuyên, OPlus khẳng định "vẫn hát nhạc của tất cả mọi người để phủ rộng và trang bị âm nhạc để vừa rộng và vừa sâu hơn."

## Danh sách đĩa nhạc

### Album phòng thu
- We're Still Young (2016)
- Smooth (2017)
- Như mưa ngày nào (2019)
- Bay đi trong ban mai (2021)
- Ozone (2023)

### Đĩa mở rộng
- Cám ơn tình yêu tôi (2014)

### Đĩa đơn
- "No way"
- "Wish"

### MV
- "I still remember"
- "Sống đúng chất"
- "Bye-bye"
- "Wish"
- "Bước chung một đường"
- "Anh hai Lam Trường"
- "Bay đi trong ban mai"

## Giải thưởng
| Năm  | Giải thưởng           | Hạng mục            | Đề cử cho | Kết quả   | Chú thích |
| ---- | --------------------- | ------------------- | --------- | --------- | --------- |
| 2014 | Nhân tố bí ẩn (mùa 1) | —                   |           | Á quân    | [ 5 ]     |
| 2014 | Làn sóng xanh         | Gương mặt phát hiện |           | Đoạt giải | [ 6 ]     |
| 2014 | Giải cống hiến        | Nghệ sĩ mới của năm |           | Đề cử     | [ 6 ]     |
| 2024 | Giải thưởng Cống hiến | "Album của năm"     | Ozone     | Đề cử     |           |

#### Chương trình
| 2017 | Ai là triệu phú | Nguyễn Quang Minh | 22.000.000  |  |
| 2023 | Vua tiếng Việt  | Nguyễn Quang Minh | 320.000.000 |  |

## Thành viên
- Quang Minh (sinh năm 1988): trưởng nhóm[57] và là người viết lời cho bài hát.[23]
- Tùng Lâm và Tùng Linh (sinh năm 1989): hai anh em sinh đôi, đảm nhiệm vai trò hát giọng nam cao.[2]
- Đức Tùng (sinh năm 1989): đảm nhiệm phần sáng tác nhạc cho nhóm.[23]